# Грицевец (станция)
Грице́вец (бел. Грыца́вец) — железнодорожная станция, расположенная возле деревни Лесино в Барановичском районе Брестской области Беларуси. Станция расположена между остановочным пунктом Локомотивное депо и станцией Лесная.
В километре от станции проходят трассы Р2 и М1
В 1955 году станция Гинцевичи переименована в честь С. И. Грицевца.